# Haag (Meteorit)
Haag (oder der Haag-Meteorit) ist ein Steinmeteorit, dessen Teile in einem Streufeld am 24. Oktober 2024 nahe der Stadt Haag in Niederösterreich niedergingen.

## Fall und Bergung
Als der Meteoroid am 24. Oktober 2024 etwa um 21.25 Uhr MESZ in die Erdatmosphäre eintrat erleuchtete er als Feuerkugel (Meteor) den Nachthimmel über dem östlichen Österreich.
Zahlreiche Beobachter meldeten die Sichtung des Feuerballs, insgesamt kamen nicht weniger als 66 Meldungen über eine Feuerkugel. Beobachtungen kamen aus
- Österreich (Nieder- und Oberösterreich, Wien, Salzburg, Steiermark, Tirol),
- der Tschechischen Republik (Jihočeský kraj (Südböhmen) Jihomoravský kraj (Südmähren)),
- der Slowakei (Bratislavský kraj, Prešovský kraj, Trenčín),
- Deutschland (Baden-Württemberg, Bayern, Sachsen), und sogar
- der Schweiz (Aargau).

Aufgrund dieser Beobachtungen sowie der Aufzeichnungen durch das Meteorkameranetzwerk in der Tschechischen Republik konnte für den Aufschlagsbereich ein sehr schmaler Korridor berechnet werden.
Das in Frage kommende Streufeld lag östlich und nordöstlich von Haag im Bezirk Amstetten bis nahe an die Grenze zu Oberösterreich, es war ein Streifen von etwas mehr als neun Kilometern Länge und wenigen Hundert Metern Breite, von der Ortschaft Bachlerboden bis Lembach (Reichhub).
Der erste bekannt gewordene Teil des Meteoriten landete auf dem Dach des Einfamilienhauses der Familie Westermayr in Schudutz bei Haag und fiel von da auf den asphaltierten Privatparkplatz hinter dem Haus, wo er zerbrach. Ohne Kenntnis des Meteoritenfalls waren die Teile zunächst beiseite geworfen worden. Als der Fall über die Medien bekannt wurde, konnte die Familie drei Teile bergen.
Dies sind zwei knapp hälftige Bruchstücke und ein flacher Splitter, die sich sehr gut zum fast kompletten Stein ergänzen, aber auch das Innere freigeben.
Die Teile wurden von der Familie später Ludovic Ferrière und Vera Hammer vom Naturhistorischen Museum Wien (NHMV) zur Untersuchung vorgelegt.
Weil dieser Stein bei seinem Impakt eine vom Menschen erbaute Struktur getroffen hatte, wird er auch – insbesondere in Österreich – als „Hammerstein“ bezeichnet.
Am 2. November 2024 wurden weitere Fragmente des Meteoriten entdeckt. Filip Nikodem, einer der Sucher, fand ein Fragment mit 46 Gramm.
Leon Thannheiser, ein weiterer Finder, übergab sein Fragment mit 8,76 Gramm an das Institut für Planetologie (IfP) der Universität Münster (WWU) zur Klassifizierung und wissenschaftlichen Untersuchung. Weiters wurde am 3. November 2024 ein Stück mit 3,486 g gefunden.
Das größte Stück mit einem Gewicht von 64,06 g wurde am 5. April 2025 gefunden, welches somit die derzeitige Hauptmasse darstellt.

## Beschreibung
Auf der äußeren Oberfläche (Schmelzkruste) des zuerst gefundenen und größten Teils des Meteoriten befinden sich rote Farbpartikel. Sie stammen offenbar vom Dach des Hauses, weshalb man annimmt, dass er zuerst das Dach getroffen hatte, dann von dort abgeprallt war und auf den Asphalt hinter dem Haus stürzte (wobei er zerbrach).
Die an den Bruchflächen sichtbaren runden Kugeln (sog. Chondren) zeigen an, dass es sich bei dem Meteoriten um einen Chondriten handelt. Klassifiziert wurde der Haag-Meteorit als LL4-6. Ein gewöhnlichen Chondrit der LL-Gruppe gehört. Die  Bruch- und Schnittflächen zeigen eine Brekziierung: Als eine Brekzie enthält der eine Menge Einschlüssen (Klasten), ist also aus unterschiedlichen Materialien zusammengesetzt.
Diese Klasten könnten Bruchstücke aus einer Kollision in ferner Vergangenheit sein.
Zwecks genauer Klassifizierung ist die Anfertigung eines Dünnschliffes vorgesehen.
Seit Juli 2025 ist der Haag offiziell in der Datanbank der Meteoritical Society am Lunar and Planetary Institute (LPI) aufgeführt; die Karte der Mineralien-Datenbank MinDate des Hudson Institute of Mineralogy zeigt mit diesem Stand noch keine Einträge an.